# Anopheles crockeri
Anopheles crockeri este o specie de țânțari din genul Anopheles, descrisă de Donald Henry Colless în anul 1955. Conform Catalogue of Life specia Anopheles crockeri nu are subspecii cunoscute.